# Alfa Romeo 85 A
L'autobus Alfa Romeo 85 A est un des premiers modèles d'autobus à 2 essieux produits par le constructeur italien Alfa Romeo à partir de 1933.

## Histoire
Alfa Romeo, célèbre constructeur d'automobiles sportives a commencé à s'intéresser au secteur des transports lourds en 1930. Le constructeur avait fabriqué auparavant des véhicules utilitaires légers dérivés des châssis de ses voitures. Le premier vrai camion fut l'Alfa Romeo 50, construit à partir de 1931, puis le 80 à trois essieux en 1932. Comme cela était la coutume à cette époque, les constructeurs fabriquaient les châssis motorisés qui étaient ensuite équipés et aménagés par des carrossiers spécialisés homologués par les constructeurs.
Le modèle d'autobus dérivé du camion Alfa 50 est l'Alfa Romeo 40-N et celui dérivé du camion 80, l'autobus Alfa Romeo 80-N à 3 essieux. À cette époque, le code de la route italien limitait à 10 mètres la longueur des autobus à 2 essieux et imposait un 3e essieu pour les véhicules plus longs, donc offrant une capacité supérieure.
Après avoir eu un premier retour d'expérience avec le modèle 40-N qui a été utilisé par l'ATAG de Rome dès 1932, Alfa Romeo lance la production du châssis abaissé pour autobus dérivé de son camion Alfa Romeo 85 et propose le châssis d'autobus AR.85 A. L'ATAG de Rome sera la première régie municipale italienne à commander des autobus AR.85 A équipés du moteur Alfa Romeo F6M 317E d'une cylindrée de 11 560 Cme, développant 110 ch CUNA dans sa première version. L'ATAG choisira, comme très souvent, le carrossier milanais Macchi pour l'aménagement.
Dès 1934, les modèles fabriqués ont bénéficié d'une augmentation de puissance de 15 ch CUNA. De même, les versions gazogène et gaz méthane sont lancées avec le moteur Alfa Romeo AG6 dont la cylindrée a été portée à 12.517 cm3, développant 110 ch avec une consommation de 140 à 180 kg de bois aux 100 km pour le gazogène et 160 ch pour la version alimentée au gaz méthane.
Les autobus AR.85 A ont été remplacés en 1940 par la gamme 800 A à la suite du décret n°1809 du 14 juillet 1937 qui imposait aux constructeurs, à partir du 1er janvier 1940, de construire des camions « unifiés » répondant strictement au cahier des charges du Regio Esercito pour limiter les références de pièces détachées et des composants.

### Curiosité

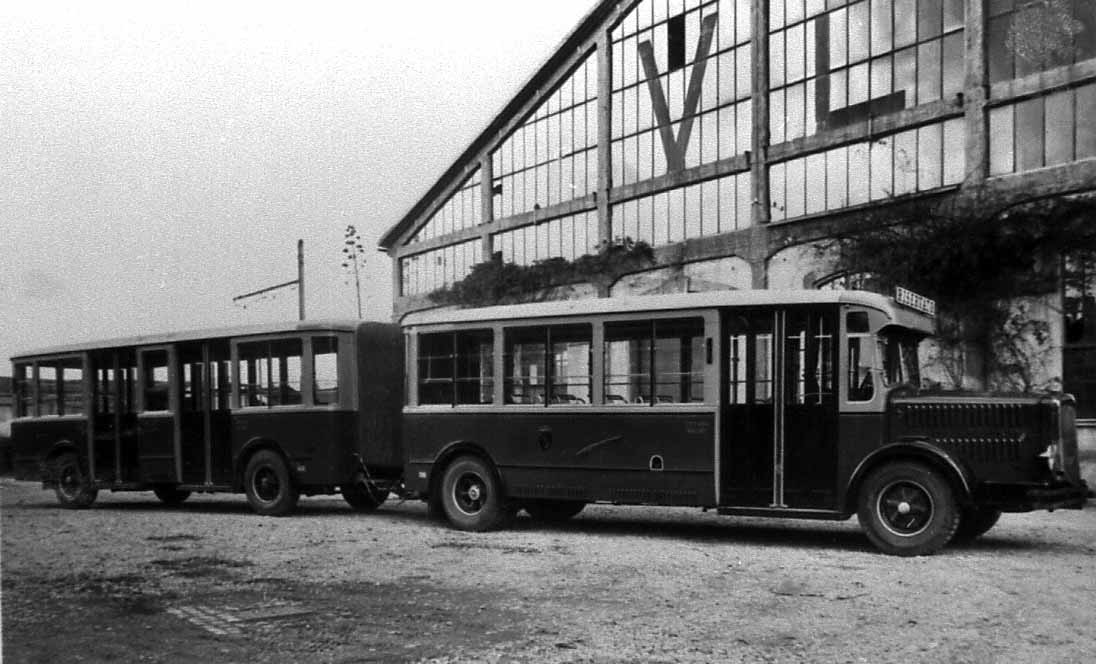
Autobus Alfa Romeo 85 A avec remorque de l'ATAG Rome

- Au Salon de l'Automobile de Bruxelles de 1936, Alfa Romeo a présenté un autobus de ligne dérivé du 85 A, carrosserie Macchi, comprenant une remorque avec intercommunication à travers un soufflet, comme entre deux wagons de chemin de fer. La version urbaine pouvait transporter 150 passagers, la version ligne comportait 75 places assises.
- La Carrozzeria Macchi s'est aussi distinguée en 1936 avec une version très spéciale de l'autocar 85 A. En effet, le véhicule, baptisé Freccia del Carnaro ressemblait plus à une automobile avec sa hauteur basse et ses 3 portières sur le côté droit permettant l'accès aux 23 passagers qui étaient transportés dans de somptueux et larges fauteuils à la vitesse de 73 km/h. Un véhicule similaire a été réalisé par la Carrozzeria Orlandi sur une base Fiat.